# Miasta Botswany
Według danych oficjalnych pochodzących z 2011 roku Botswana posiadała ponad 50 miast o ludności przekraczającej 3,5 tys. mieszkańców. Ludność miejska stanowi ponad 1/5 ogółu ludności Botswany. Największe miasto i stolica kraju Gaborone jako jedyne przekraczało 200 tys. mieszkańców. Ponadto istniało: 5 miast z ludnością 50–100 tys., 12 miast z ludnością 20–50 tys. i 6 miast z ludnością 10–20 tys. Większość miast Botswany położonych jest we wschodniej części kraju. 

## Największe miasta w Botswanie
Największe miasta w Botswanie według liczebności mieszkańców (stan na 22.08.2011):
| L.p. | Miasto       | Dystrykt   | Liczba ludności |
| ---- | ------------ | ---------- | --------------- |
| 1.   | Gaborone     | South East | 231 592         |
| 2.   | Francistown  | North East | 98 961          |
| 3.   | Molepolole   | Kweneng    | 66 466          |
| 4.   | Maun         | North West | 60 263          |
| 5.   | Mogoditshane | Kweneng    | 58 079          |
| 6.   | Serowe       | Central    | 50 820          |

## Alfabetyczna lista miast w Botswanie
- Bobonong
- Bokaa
- Borolong
- Chadibe
- Francistown
- Gabane
- Gaborone
- Ghanzi
- Good Hope
- Gumare
- Gweta
- Jwaneng
- Kanye
- Kasane
- Kopong
- Kumakwane
- Lentsweletau
- Lerala
- Letlhakane
- Letlhakeng
- Lobatse
- Lotlhakane
- Mahalapye
- Maitengwe
- Masunga
- Mathangwane
- Maun
- Metsimotlhaba
- Mmadinare
- Mmankgodi
- Mmathethe
- Mmopane
- Mochudi
- Mogoditshane
- Molapowabojang
- Molepolole
- Moshupa
- Nata
- Oodi
- Orapa
- Otse
- Palapye
- Ramotswa
- Sefophe
- Selebi-Pikwe
- Serowe
- Shakawe
- Shoshong
- Sowa
- Tati Siding
- Thamaga
- Tlokweng
- Tonota
- Tshabong
- Tsienyane
- Tutume